# Mouabou
Mouabou, également orhtographié Moabou, est une commune rurale située dans le département de Logobou de la province de la Tapoa dans la région de l'Est au Burkina Faso.

## Santé et éducation
Mouabou accueille un centre de santé et de promotion sociale (CSPS).